# ميشال جرجي سليمان
ميشال جرجي سليمان (1933 - 2001) شاعر وصحفي ومترجم أدبي لبناني. ولد في البترون. حصل على دكتوراه الدولة في الفلسفة، ودكتوراه الدولة في الآداب. عيّن رئيس تحرير مجلتي‌ «الطريق»، و«الفكر الجديد»، ورئيس اتحاد الكتاب اللبنانيين. له دواوين شعرية عديدة، وقد كتب القصة والمسرحية وترجم كتب كثيرة. 

## سيرته
ولد ميشال جرجي سليمان في بلدة البترون سنة 1933-2 ونشأ بها. تلقى دروسه الإبتدائية عند الأخوة المريميين، ثم تابع دراسته في جامعة القديس يوسف. حيث نال دكتوراه دولة في الفلسفة والأدب. 

دخل الصحافة وعمل رئيس تحرير مجلة «الطريق» من 1955 حتى 1965، ثم رئيس تحرير مجلة «الفكر الجديد». 

توفي ميشال سليمان سنة 2001. 

## مهنته الأدبية
شارك في العديد من المؤتمرات الأدبية والثقافية العالمية في آسيا وأوروبا وأفريقيا. عمل مترجمًا أدبيًا، وهو أوّل من عرّف بابلو نيرودا عربياً، وترجم بعض من أشعاره من الفرنسية إلى العربية. عرف بآراء نقدية في الأدب والمسرح والسياسة. 

## جوائزه وتكريمه
- 1979: جائزة الشعر في الاتحاد السوفياتي[6]
- 1980: جائزة الشعر الكبرى في أوروبا (V. NEZVAL) التي منحها مجلس الآداب في تشيكوسلوفاكيا[6]
- 1982: جائزة جبران خليل جبران العالميّة للشعر، عن كتابه «رثاء الخيول الهرمة» [6]

## مؤلفاته
- «إليك عنّا أيّها الليل»، 1961
- «رثاء الخيول الهرمة»، 1966
- «أحلام في النهار»، 1968
- «النار والأقدام الجائعة»، 1970
- «الكأس والمأدبة والطريق الشقراء»، 1976
- «فجر تمّوز»، 1978
- «اشربوا هذا دمي»، 1978
- «الحلم والعنقاء»، 1980
- «ورد وانتظار يقرع الأبواب»، 1982
- «حمم ثلجيّة»،  1990
- «عاصمة الأمل»، 1994
- «البحر لا ينام»
- «أرض ترسم لونها»، 2009
- «زمن.. أيها السيد القلب»، 2009

من قصصه:
- «غضب الجماهير»، رواية،  1954
- «أحلام في النهار»، قصص،  1968

وترجم:
- «أغاني النهر الأحمر : مجموعة من الشعر الفيتنامي»، 1967
- «دراسات ماركسية في الشعر والرواية»، جورج طومسون و فلاديمير دينبروف، 1974
- «العلامة ابن خلدون»، إيف لاكوست، 1974
- «سيف اللهب وقصائد أخرى»، بابلوا نيرودا
- «ضرورة الف»، أرنست فيشر
- «أقوى من العاصفة»، شرف رشیدوف
- «أرضهم كسبوها»، رسیاو تسين
- «درب الآلام»، تولستوي

من دراساته:
- «إيران في معركة الحريّة»، 1954
- «الصين في مركب النور»،  1956
- «القناة لمصر»، 1957

## وصلات خارجية
- الموقع باسمه